# Leptotarsus (Habromastix) pergrandis
Leptotarsus (Habromastix) pergrandis is een tweevleugelige uit de familie langpootmuggen (Tipulidae). De soort komt voor in het Australaziatisch gebied.